# Museum für Bodenschätzung

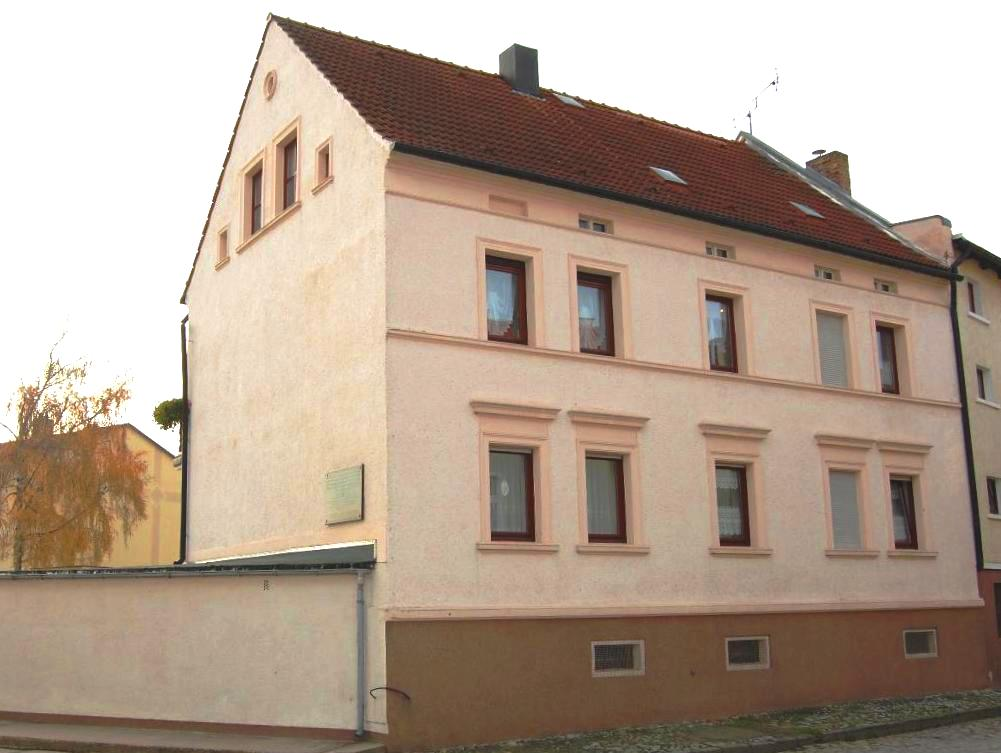
Museum für Bodenschätzung

Das Museum für Bodenschätzung ist ein kleines Museum in Eickendorf in der Magdeburger Börde.
Inhaltlich befasst sich das Museum mit der Geschichte der Bodenschätzung, also der Bewertung von Acker- und Grünland, und der Geschichte der Berechnungsgrundlagen für die Grundsteuer. Gezeigt werden Bodenprofile und Bohrgeräte verschiedener Zeiten. Auch die geologische Entstehung von Böden wird thematisiert.
In den 1920er Jahren wurde in Deutschland eine neue Finanzverwaltung aufgebaut. Um eine gerechtere Verteilung der Steuern, eine planvollere Bodennutzung und verbesserte Beleihungsgrundlagen zu schaffen, sollte eine einheitliche Bodenschätzung eingeführt werden. Das Museum widmet sich der Arbeit der Bodenschätzer, ihrer Bedeutung und den erzielten Ergebnissen. Darüber hinaus wird die Geschichte des in Eickendorf ansässigen Musterbetriebes Haberhauffe/Jäger dargestellt, auf dessen Gelände sich das Museum befindet.
Für die Durchführung der Bodenschätzungsarbeiten war die Bildung eines Referenzobjektes, ein Musterbetrieb erforderlich. Da in räumlicher Nähe zu Reichshauptstadt Berlin gelegen und für ihre sehr guten Böden bekannt, fiel die Wahl auf die Magdeburger Börde. Speziell Eickendorf wurde gewählt, da neben guten Böden auch ein Anschluss an das Eisenbahnnetz mit eigenem Bahnhof und befestigte Straßen bereits vorhanden war. Der Hof Haberhauffe/Jäger wies im Dorf die beste Infrastruktur auf und bewirtschaftete Äcker im Umkreis von einem Kilometer um das Dorf. Ab 1935 wurde der Hof daher als Musterhof für die Bodenschätzungsarbeiten genutzt.
Im Bereich des Gebiets des heutigen Sachsen-Anhalts dauerten die Arbeiten der haupt- und ehrenamtlichen Bodenschätzer bis 1956 an. Zur Ermittlung der Daten wurden Bohrungen in einem 50-Meter-Raster ausgebracht und diese dann mit Vergleichsprofilen, den sogenannten Musterstücken, abgeglichen. Das Musterstück mit der Bodenwertzahl 100 stammt aus dem Eickendorfer Musterbetrieb und zeigt eine Schwarzerde, die einen 60 cm starken humosen Oberboden über einem kalkhaltigen Untergrund aufweist. Zwei Lackprofile der Musterstücke mit dem Bodenwert 100 des Musterbetriebes sind im Museum ausgestellt.
Das kleine in der Querstraße 8 in Eickendorf ansässige Museum ist das einzige seiner Art in Deutschland. Für Besucher ist es nach Vereinbarung geöffnet. Am Museum befindet sich eine am 15. Mai 1992 vom Bundesminister der Finanzen und von der Deutschen Bodenkundlichen Gesellschaft gestiftete Tafel zur Würdigung der Leistung der Bodenschätzer.